# Fibre Channel
Fibre Channel – standard magistrali szeregowej definiujący wielowarstwową architekturę, która służy do przesyłania danych przez sieć.
Fibre Channel definiuje atrybuty warstwy fizycznej, transportowej, a także obsługę protokołów wyższych warstw takich jak TCP/IP, SCSI-3 i innych. Jest stosowany w sieciach SAN. Niezależnie od nazwy, Fibre Channel pracuje zarówno na połączeniach galwanicznych (prawie zawsze miedzianych), jak i światłowodach.

## Historia
Początek opracowania protokołu Fibre Channel datowany jest na 1988. Protokół ten miał być uproszczoną wersją magistrali HIPPI wykorzystywanego do łączenia ze sobą superkomputerów. HIPPI wykorzystywał ciężkie 50-parowe przewody podłączane za pomocą ogromnych wtyczek, posiadał także bardzo ograniczoną długość.
Fibre Channel stworzono początkowo jako uproszczenie kabli i wtyczek oraz zwiększenie długości przewodów, a nie zwiększenia prędkości medium. Dopiero w późniejszym czasie skupiono się nad obsługą protokołu SCSI, dzięki czemu udostępniono o wiele większe przepływności i elastyczność w podłączaniu większej liczby urządzeń. W dalszej kolejności dodano obsługę kolejnych protokołów wyższych warstw, wspomnianego SCSI, ATM oraz TCP/IP. Mimo tego SCSI pozostało głównym protokołem wykorzystywanym w FC.

## Opis
Fibre Channel jak wiele innych znanych protokołów jest protokołem warstwowym. Zawiera 5 warstw, nazwanych:
- FC0 Warstwa fizyczna zawierająca kable, światłowody, złącza itp.
- FC1 Warstwa łącza danych, która implementuje kodowanie 8b/10b i dekodowanie sygnałów.
- FC2 Warstwa sieci, zdefiniowana przez standard FC-PH, zawierający rdzeń protokołu FC.
- FC3 Warstwa implementująca zewnętrzne funkcje, które rozciągają się pomiędzy wieloma portami urządzenia FC.
- FC4 Warstwa aplikacji lub kapsułkowania protokołów wyższych warstw, odpowiedzialna jest za przesyłanie danych innych protokołów po protokole FC.

Historycznie produkty Fibre Channel pracowały z przepływnościami odpowiednio 1 Gb/s oraz 2 Gbit/s. Standardy szybkości 4 Gbit/s i 10 Gbit/s zostały ratyfikowane i od roku 2006 są powszechnie stosowane zarówno w adapterach serwerów, jak i w zewnętrznych urządzeniach peryferyjnych, takich jak napędy taśmowe (LTO4) lub macierzach dyskowych. Standard 8 Gbit/s został także opracowany i od połowy roku 2008 są już dostępne w sprzedaży przełączniki z portami FC o tej szybkości. Produkty oparte na standardach 1, 2, 4 i 8 Gbit/s powinny ze sobą współpracować, jakkolwiek standard 10 Gbit/s wymaga całkowitej zmiany.
Obecnie większość producentów stosuje przełączniki FC w wersji 4 Gbps lub 8 Gbps.